# Placówka Straży Granicznej II linii „Worochta”
Placówka Straży Granicznej II linii „Worochta” – jednostka organizacyjna Straży Granicznej pełniąca służbę ochronną na granicy polsko-czechosłowackiej w okresie międzywojennym.

## Formowanie i zmiany organizacyjne
Rozporządzeniem Prezydenta Rzeczypospolitej Polskiej Ignacego Mościckiego z 22 marca 1928 roku, do ochrony północnej, zachodniej i południowej granicy państwa, a w szczególności do ich ochrony celnej, powoływano z dniem 2 kwietnia 1928 roku Straż Graniczną.
Rozkazem nr 5 z 16 maja 1928 roku w sprawie organizacji Małopolskiego Inspektoratu Okręgowego dowódca Straży Granicznej gen. bryg. Stefan Pasławski określił strukturę organizacyjną komisariatu SG „Worochta”. Placówka Straży Granicznej II linii „Worochta” znalazła się w jego strukturze.

## Kierownicy/dowódcy placówki
| Stopień            | Imię i nazwisko      | Okres pełnienia służby | Kolejne stanowisko                 |
| ------------------ | -------------------- | ---------------------- | ---------------------------------- |
| przodownik         | Stefan Karpiński     | VII 1936 – IX 1936     | kierownik placówki „Chaszczowanie” |
| starszy przodownik | Franciszek Kościółek | – 30 IV 1938           | w stan spoczynku                   |